# 키텐게

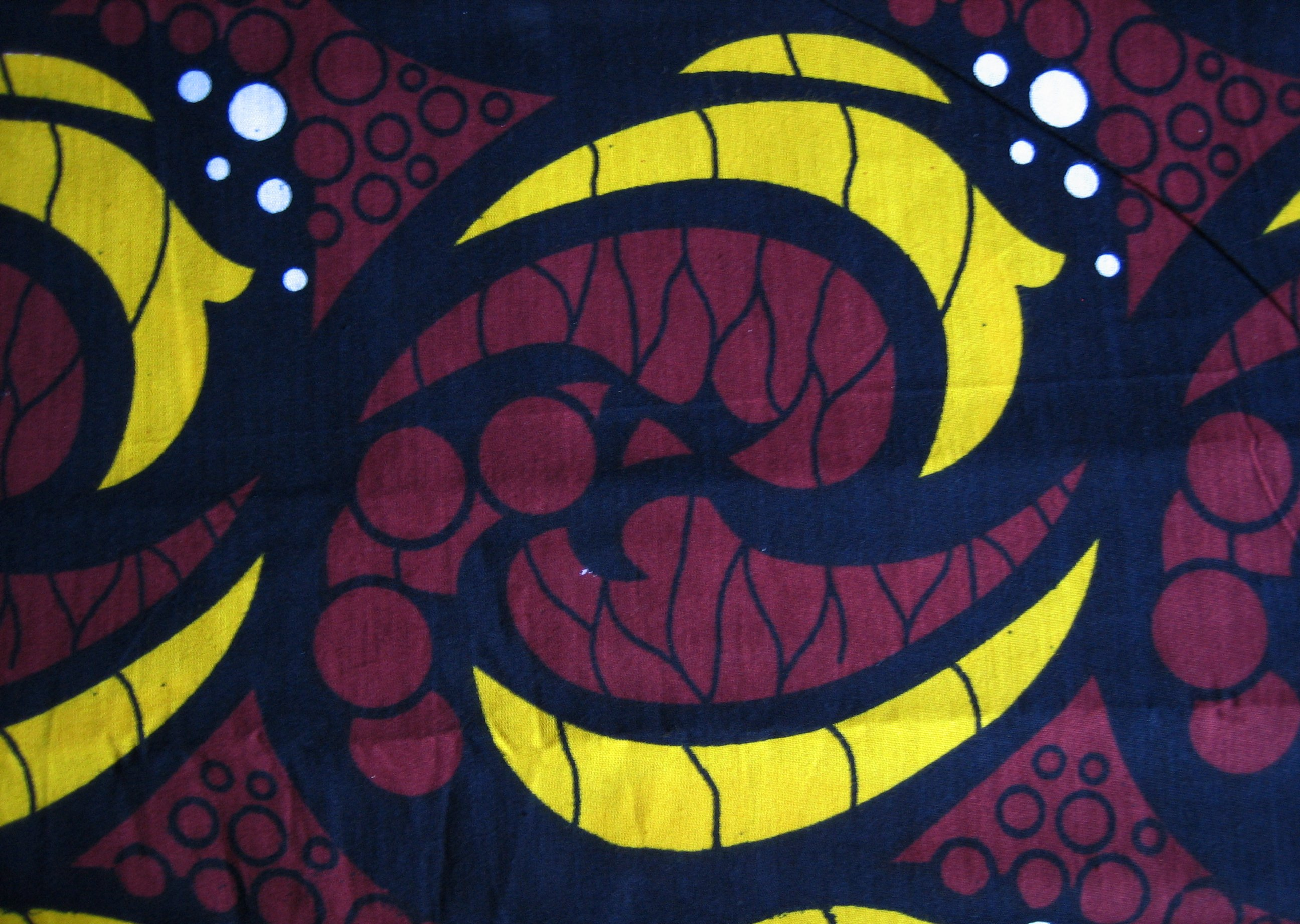
전형적인 키텡게 문양.

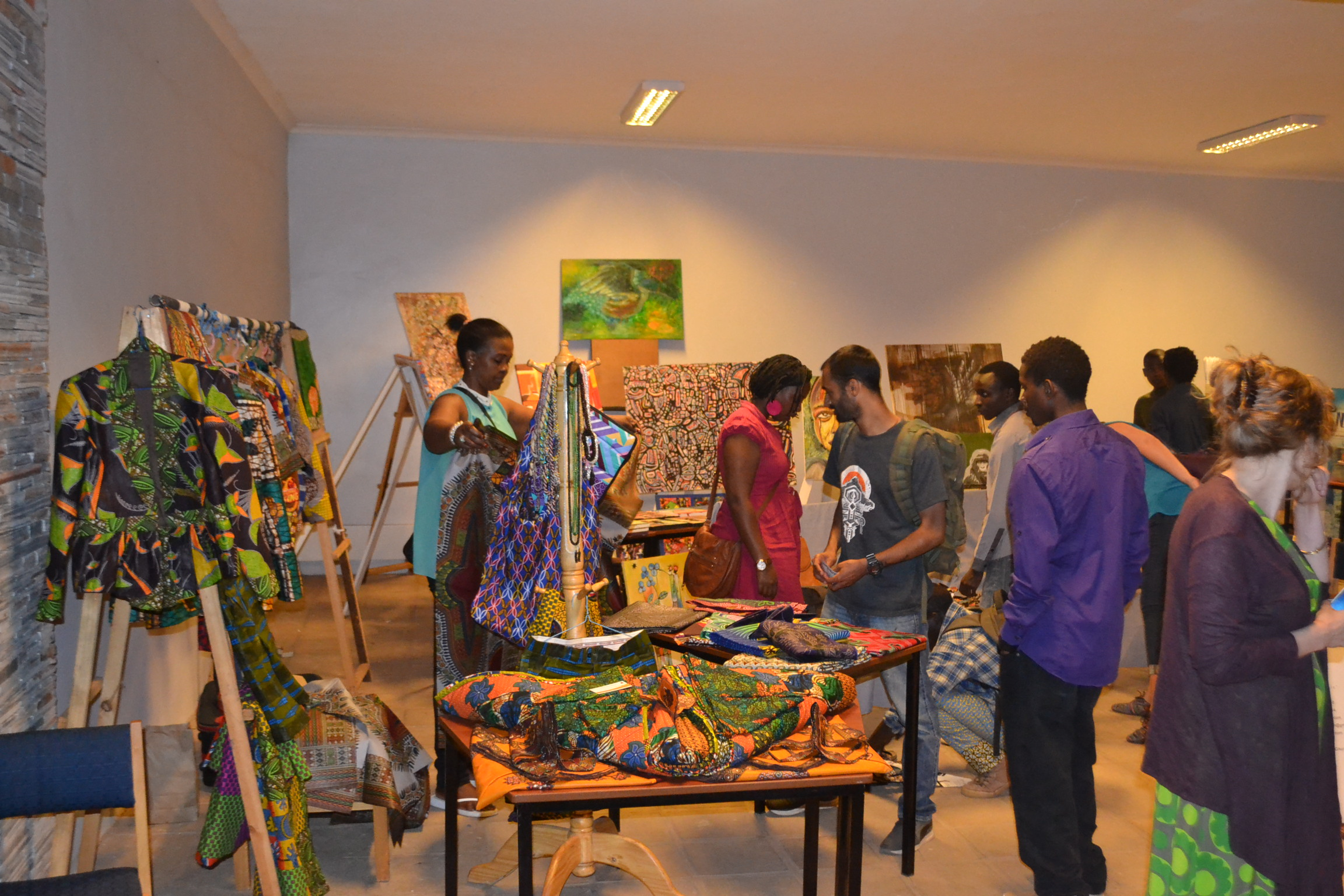
아프리카 키텡게 의류 전시장의 고객과 방문객

키텐게(Kitenge) 또는 치텡게 (스와힐리어 복수형 비텡게; 통가족에서는 지텡게)는 동아프리카, 서아프리카, 중앙아프리카 직물로, 사롱과 유사하며, 주로 여성들이 가슴이나 허리에 두르거나, 헤드스카프처럼 머리에 쓰거나, 포대기로 사용한다. 키텡게는 다양한 문양과 디자인이 있는 화려한 직물로 만들어진다. 케냐 해안 지역과 탄자니아에서는 키텡게에 스와힐리어 속담이 적혀 있는 경우가 많다. 텍스트가 없는 키텡게와는 달리 텍스트가 있는 캉가와 혼동되는 경우가 있는 것으로 보인다.
키텡게는 캉가 및 키코이와 유사하지만, 더 두꺼운 천으로 되어 있으며 긴 한쪽에만 가장자리가 있다. 케냐, 우간다, 탄자니아, 수단, 나이지리아, 카메룬, 가나, 세네갈, 라이베리아, 르완다, 부룬디, 콩고 민주 공화국은 키텡게가 착용되는 아프리카 국가 중 일부이다. 말라위에서는 이 의복을 치텐제라고 부르며, 나미비아와 잠비아 일부 지역에서는 치텡게라고 부른다. 더운 날씨에는 남성들이 허리에 두르기도 한다. 말라위에서는 전통적으로 남성들이 키텡게를 입지 않았지만, 최근 대통령이 공무원들에게 금요일에 키텡게를 착용하여 말라위 제품을 지지하도록 장려하면서 이러한 경향이 바뀌었다.
키텡게는 종종 다양한 색상, 문양, 심지어 정치적 표어로 장식되는 저렴하고 비공식적인 의복 역할을 한다.
천에 인쇄하는 방식은 인도네시아에서 유래한 전통적인 바틱 기법의 산업화된 버전으로 이루어진다. 이들은 왁스 프린트로 알려져 있으며, 직물 뒷면에도 디자인이 밝고 상세하게 나타난다. 오늘날 왁스 프린트는 상업적으로 생산되며 주로 롤러 인쇄 방식으로 제작되어 뒷면으로 색상이 덜 번진다. 많은 디자인에는 의미가 있다. 다양한 종교 및 정치적 디자인뿐만 아니라 전통적인 부족 문양도 발견된다. 이 천은 드레스, 블라우스, 바지의 재료로도 사용된다.

## 용도
키텡게는 다양한 상황과 여러 가지 방식으로 상징적으로나 실용적으로 사용될 수 있다. 키텡게는 다양한 환경에서 메시지를 전달하는 데 사용된다. 다음 목록은 이 천의 용도를 보여준다.
- 말라위에서는 장례식에서 여성들이 키텡게를 착용하는 것이 관례이다.
- 아기를 엄마의 등에 묶는 포대기로 사용된다. 특히 모유 수유 시에는 아기를 앞에 안을 수도 있다.
- 키텡게는 젊은 여성들에게 선물로 주어진다.
- 때로는 함께 묶어서 식탁의 장식용으로 사용되기도 한다.
- 여성들이 해변에 갈 때, 종종 키텡게를 수영복 위에 둘러 겸손함을 보이거나 찬 공기로부터 몸을 보호한다.
- 키텡게는 액자에 넣어 벽에 걸거나 다른 방식으로 장식적인 바틱 예술 작품으로 사용될 수 있다.

키텡게는 아프리카 젊은이들 사이에서 도시 대중문화의 패션 아이템으로도 매우 인기를 얻고 있다. 키텡게는 후드티, 바지와 같은 의류 품목과 가방과 같은 액세서리에 통합된다.

## 같이 보기
- 아프리카 왁스 프린트
- 슈웨슈웨